# مؤسسه گمان
مؤسسهٔ گمان مخفف گ‍روه م‍طالعات افکارسنجی ایرانیان، یک مؤسسهٔ پژوهشی مستقل و غیرانتفاعی ثبت شده در هلند است که در در زمینهٔ مطالعات افکارسنجی با تمرکز بر اندازه‌گیری و تحلیل دیدگاه‌ها و افکار ایرانیان فعالیت می‌کند. این مؤسسه در سال ۲۰۲۲ «مدال عالی» انجمن پژوهشگران MRS در لندن را به‌خاطر «نقش فوق‌العاده در انجام تحقیقات در حوزه نظرسنجی» دریافت کرد. عمار ملکی مدیر این مؤسسه است.
گمان از هنگام تأسیس تا سال ۲۰۲۴ نظرسنجی‌های بسیاری انجام داده که مورد توجه رسانه‌های مختلف فارسی‌زبان و غیرفارسی‌زبان قرار گرفته است.

## نظرسنجی‌های گمان
- گزارش نظرسنجی دربارهٔ جمهوری اسلامی: آری یا نه؟
- گزارش نظرسنجی دربارهٔ انتخابات ۹۸
- گزارش نظرسنجی دربارهٔ بیماری کرونا در ایران
- گزارش نظرسنجی دربارهٔ نگرش ایرانیان به دین
- گزارش نظرسنجی «دیدگاه ایرانیان دربارهٔ مجازات اعدام»
- گزارش نظرسنجی «نگرش ایرانیان به رسانه‌ها»
- گزارش نظرسنجی انتخابات
- گزارش نظرسنجی نهایی انتخابات ۱۴۰۰
- گزارش نظرسنجی «نگرش ایرانیان به رابطه با جهان»
- گزارش نظرسنجی «نگرش ایرانیان به سیستم سیاسی مطلوب»
- گزارش نظرسنجی «نگرش ایرانیان به اعتراضات سراسری ۱۴۰۱»
- گزارش نظرسنجی «نگرش ایرانیان به رسانه‌ها ۱۴۰۲»
- گزارش نظرسنجی نگرش ایرانیان به انتخابات ۱۴۰۲
- گزارش نظرسنجی دربارهٔ مشارکت ایرانیان در انتخابات ۱۴۰۲
- گزارش نظرسنجی نگرش ایرانیان به انتخابات ۱۴۰۳[۵]

## روش‌شناسی نظرسنجی گمان
گمان در زمان انتشار هر نظرسنجی نسبت به نوع روش پیمایش و تحلیل داده و چگونگی انتخاب داده‌های صحیح می‌پردازد. منابع ورودی به نظر سنجی گمان نیز در این گزارش‌ها بیان می‌شود.

این مؤسسه در سایت خود در این خصوص می‌نویسد:
نظرسنجی‌های گمان با روش ایجاد زنجیره‌های متعدد و متنوع نمونه‌گیری (multiple chain referral sampling)، از طریق پلتفرم‌های آنلاین و شبکه‌های اجتماعی و پیام‌رسان‌ها (تلگرام، اینستاگرام، واتس‌آپ و توییتر) و همچنین با استفاده از روش نمونه‌گیری تصادفی از طریق پلتفرم‌های فیلترشکن پراستفاده صورت می‌گیرد.

## انتقادات به گمان
جدا از بحث‌های مربوط به روش شناختی، سایتهای جمهوری اسلامی این نظرسنجی‌ها را رد کرده و غالباً آن را نظرسازی می‌دانند و برخی نیز با رویکردی بهتر به نقدهای گوناگون در این خصوص پرداخته و مواردی مانند تعداد کم افراد حاضر در این نظرسنجی‌ها نسبت به جامعه، آن را دقیق نمی‌خوانند؛ مثلاً ایرنا در مقاله‌ای که به بررسی گزارش نظرسنجی «نگرش ایرانیان به سیستم سیاسی مطلوب» می‌پردازد، تعداد ۲۰۰ هزار شرکت‌کننده در این نظرسنجی را نسبت به تعداد کل ۸۵ میلیون ایرانی کم می‌داند. عمار ملکی در گفتگوهای مختلف به این موارد پاسخ داده است.